# 奥斯汀·尼可斯
奥斯汀·尼可斯（英語：Austin Nichols，又译奥斯汀·尼科尔斯，1980年4月24日—），美国电视和电影演员。尼可斯客串了《六呎风云》、《案影追踪》等电视剧的演出，他的电影包括2004年大片《明日之後》（在片中和杰克·吉林哈尔有对手戏）、《球戀大滿貫》（主演该片的有克斯汀·鄧斯特和保羅·彼特尼）。

## 演出作品

### 電影
- 《明日之後》
- 《球戀大滿貫》
- 《為巴比祈禱》

### 電視
- 《六呎风云》
- 《案影追踪》
- 《辛辛那提来的约翰》
- 《籃球的天空》
- 《陰屍路》
- 《為巴比祈禱》